# 尚皮尼奥勒莱蒙德维尔
尚皮尼奥勒-莱蒙德维尔（法語：Champignol-lez-Mondeville，法語發音：[ʃɑ̃piɲɔl le mɔ̃dvil]）是法国奥布省的一个市镇，属于奥布河畔巴尔区。

## 地理
尚皮尼奥勒-莱蒙德维尔（48°8'18"N, 4°40'29"E）面积44.17 平方千米，位于法国大東部大區奥布省，该省份为法国中北部省份，北起马恩省，西接塞纳-马恩省，西南至约讷省，东南至科多尔省，东临上马恩省。
与尚皮尼奥勒-莱蒙德维尔接壤的市镇（或旧市镇、城区）包括：阿尔孔维尔、布利尼、圣于萨日、于尔维尔、维尔苏拉费泰、维特里勒克鲁瓦塞、奥布河畔拉费泰、阿祖瓦地区维拉尔。
尚皮尼奥勒-莱蒙德维尔的时区为UTC+01:00、UTC+02:00（夏令时）。

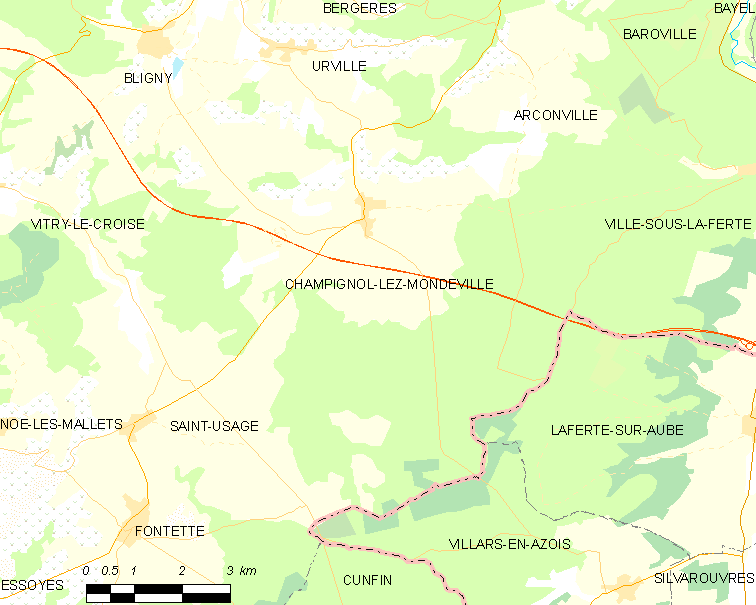
尚皮尼奥勒-莱蒙德维尔的OSM定位图

## 行政
尚皮尼奥勒-莱蒙德维尔的邮政编码为10200，INSEE市镇编码为10076。

## 政治
尚皮尼奥勒-莱蒙德维尔所属的省级选区为奥布河畔巴尔县。

## 人口
尚皮尼奥勒-莱蒙德维尔于2022年1月1日时的人口数量为259人。

1962-2008年间尚皮尼奥勒-莱蒙德维尔人口变化图示